# Arroz Biro-Biro

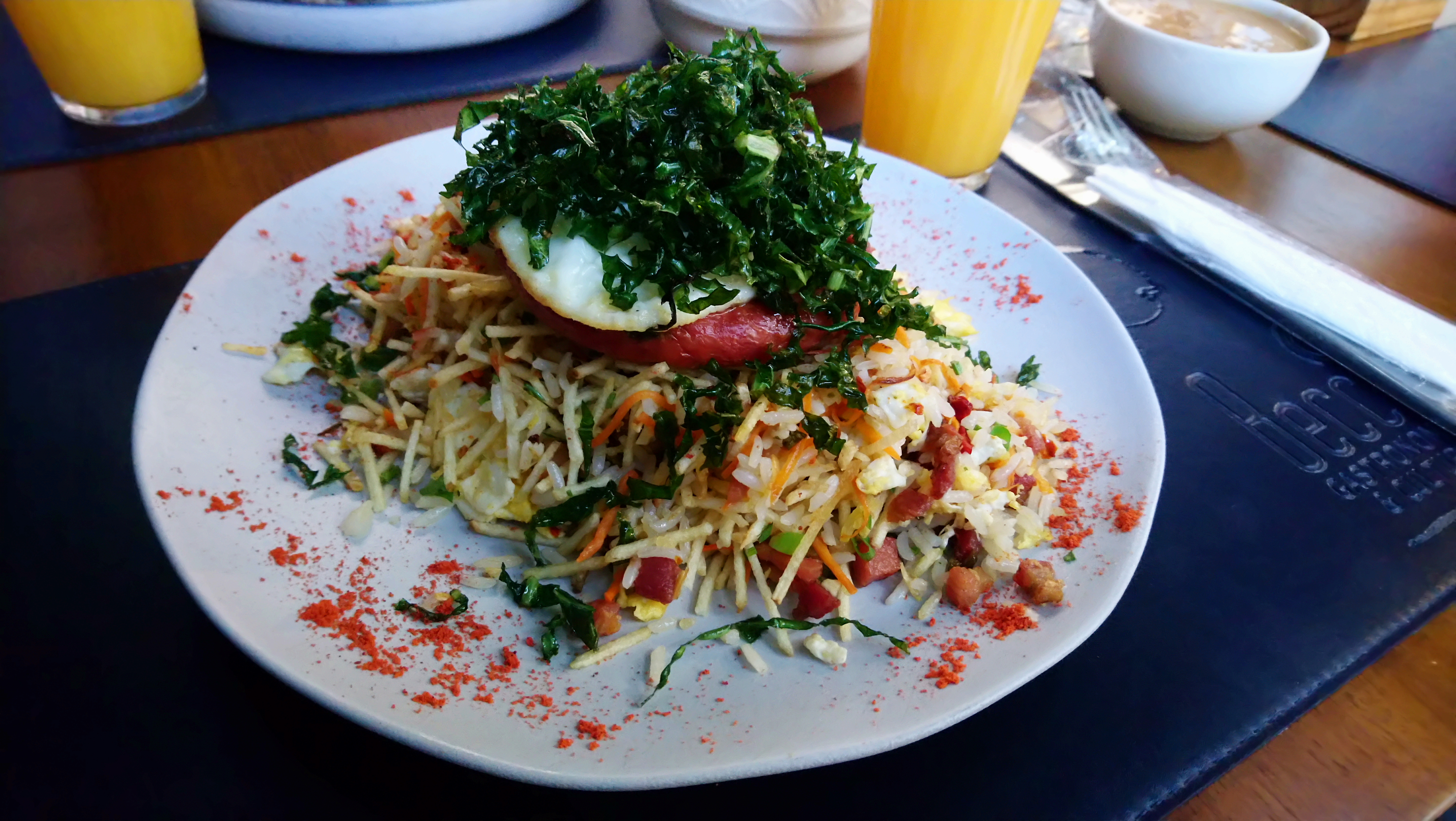
Arroz Biro-Biro com linguiça na cachaça, ovo e couve crispy do Becco Gastronomia, restaurante de Poços de Caldas (MG), servido em abril de 2023.

Arroz Biro-Biro é um prato brasileiro de origem paulista, criado e típico da cidade de São Paulo. Desenvolvido no restaurante Rubaiyat, em São Paulo, é feito com arroz, ovos mexidos, batata palha e bacon. Recebeu esse nome em homenagem ao jogador de futebol Biro-Biro, conhecido por sua energia em campo e pelos longos cabelos loiros e cacheados.
A receita surgiu na década de 1980 e se popularizou rapidamente nos restaurantes e churrascarias paulistas, tornando-se um acompanhamento tradicional para carnes grelhadas. Seu sucesso se deve à combinação de sabores e texturas, além da simplicidade e praticidade na preparação. Hoje, o prato é encontrado em diversos estabelecimentos em território nacional e continua sendo apreciado por muitas pessoas.